# 高知市立旭小学校
高知市立旭小学校（こうちしりつあさひしょうがっこう）は、高知県高知市本宮町にある公立小学校。

## 沿革
- 1873年（明治6年） - 明善舎として創立。
- 1882年（明治15年） - 石井小学校と改称。校舎新築。同年、杓田小学校を新築し、石井小学校から分離。
- 1887年（明治20年）
  - 4月 - 石井・杓田両小学校を統合し、石杓小学校と改称。
  - 8月 - 旭尋常高等小学校と改称。
- 1925年（大正14年）4月 - 旭村の高知市への編入により、高知市旭尋常高等小学校と改称。
- 1927年（昭和2年）4月 - 現在地に校舎を新築し、竣工式挙行。
- 1931年（昭和6年）4月 - 高等科を廃止し、高知市旭尋常小学校と改称。
- 1941年（昭和16年）4月 - 国民学校令により、高知市旭国民学校と改称。
- 1947年（昭和22年）4月 - 学制改革により、高知市立旭小学校と改称。
- 1951年（昭和26年）12月 - 旭駅北に新校舎を落成し、分室とする。
- 1952年（昭和27年）4月 - 分室が、旭東小学校として独立。
- 1963年（昭和38年）4月 - 旭天神町に養護教室が落成し、独立。
- 1965年（昭和40年）6月 - プール竣工。
- 1968年（昭和43年）9月 - 校内テレビ放送施設が完成。
- 1973年（昭和48年）11月 - 創立百周年記念式典挙行。
- 1979年（昭和54年）4月 - 旧校舎を撤去し、新校舎起工式挙行。
- 1980年（昭和55年）3月 - 新校舎完工し、移転。
- 1981年（昭和56年）3月 - 屋内運動場完工し、新校舎落成式挙行。
- 1983年（昭和58年）3月 - 木製遊具完成。
- 1993年（平成5年）11月 - 創立120周年・学校改築13周年の両記念式典挙行し、記念事業実施。
- 1997年（平成9年）4月 - 横内小学校を分離。
- 2000年（平成12年）4月 - 新設プール完工。
- 2003年（平成15年）11月 - 開校130周年記念式典挙行。
- 2004年（平成16年）
  - 10月 - 東門付近に防球ネット設置。
  - 11月 - 東門大型木製モニュメント設置。
- 2005年（平成17年）1月 - 運動場土入れ整備。
- 2006年（平成18年）
  - 2月 - 体育館外壁改修工事実施。
  - 11月 - 高知黒潮ライオンズクラブの寄贈により、手押しポンプ設置。
- 2014年（平成26年）5月 - 校舎耐震補強工事着工。
- 2016年（平成28年）2月 - 校舎耐震補強と遊具新設の両工事完工。
- 2024年（令和6年）3月 - 創立150周年記念式典挙行し、記念事業実施。

## 児童数
| 学年 | 1年 | 2年 | 3年 | 4年 | 5年 | 6年 | にじ・かがやき （特別支援） | 合計 |
| ---- | --- | --- | --- | --- | --- | --- | --------------------------- | ---- |
| 学級 | 2   | 2   | 2   | 2   | 2   | 2   | 不明                        | 12   |
| 児童 | 61  | 55  | 58  | 48  | 54  | 47  | 不明                        | 323  |

- 2024年5月1日時点

## 通学区域と進学先中学校
出典

### 通学区域
- 高知市
  - 玉水町
  - 鏡川町
  - 下島町
  - 旭町1丁目
  - 旭町2丁目
  - 旭町3丁目
  - 旭駅前町
  - 赤石町
  - 元町
  - 南元町
  - 旭上町
  - 水源町
  - 本宮町
  - 上本宮町
  - 鳥越
  - 塚ノ原（一部）
  - 長尾山町
  - 縄手町
  - 佐々木町（一部）
  - 尾立
  - 蓮台
  - 大谷
  - 岩ケ渕

### 進学先中学校
- 高知市立旭中学校

## 周辺
- 旭小学校第一放課後児童クラブ - 同一建物内
- JR土讃線 - 線路は校地北側のすぐそばを通るが、駅はやや離れている。
- 高知開成専門学校
- 高知市旭西部公民館
- 高知市立高知特別支援学校
- 国道33号線
- とさでん交通伊野線 - 国道33号線上
- 高知市消防局北消防署旭出張所
- 高知螢橋郵便局

## アクセス
- とさでん交通伊野線鏡川橋電停より、校地南側の門まで、
  - はりまや橋・後免町方面行のりばから、徒歩約165m・約5分。
  - 朝倉・伊野方面行のりばから、徒歩約170m・約5分。
- とさでん交通バス「A2」・「Z2～8」・「Y4」の各系統で、「蛍橋西」停留所下車後、校地南側の門まで、
  - 川口営業所行、朝倉・伊野・柳瀬・長沢・北浦橋方面行、朝倉・国立病院前・高岡営業所方面行のりばから、徒歩約200m・約3分。
  - 堺町行、市中心部・はりまや橋方面行のりばから、徒歩約85m・約1分（学校南門からバス停留所までは最短距離で約60m弱だが、道路形状の関係でやや遠回りとなる）。
- JR四国土讃線高知商業前駅から、校地西側の門まで、徒歩約550m・約8分（学校敷地から駅構内までは最短距離で約325mほどだが、駅出入口と道路形状の関係でやや遠回りとなる）。